# Бріжит Фоссі
Бріжит Фоссі (фр. Brigitte Fossey; нар. 15 червня 1946, Туркуен, департамент Нор, Франція) — французька акторка театру і кіно.

## Біографія
У кіно вперше знялася у 5 років («Заборонені ігри» Рене Клемана). Успіх фільму в Європі був таким, що дівчинку представили особисто королеві Великої Британії Єлизаветі II.
У 1960-1970-ті Фоссі грала в таких фільмах, як «Прощай, друг», «Вальсуючі», «Чоловік, який любив жінок». Велику популярність їй принесла роль Франсуаз Берретон в першій і другій частинах фільму Клода Піното «Бум».
Грає в багатьох театральних і телевізійних постановках. За роль в одному з серіалів отримала нагороду «Sept d'or» в номінації «Найкраща акторка» (1994). Також в 1977 і 1978 номінувалася на кінопремію «Сезар».
Жила в шлюбі з актором і продюсером Жаном-Франсуа Адамом (1938—1980). 13 жовтня 1968 народила дочку Марі Адам, що теж стала акторкою.

## Фільмографія
- 1952 — Заборонені ігри / Jeux interdits
- 1968 — Adieu l'ami
- 1974 — Вальсуючі / Les Valseuses
- 1976 — Le Bon et les Méchants
- 1976 — Calmos
- 1977 — Чоловік, який любив жінок / L'Homme qui aimait les femmes
- 1979 — Quintet
- 1980 — Поганий син / Un mauvais fils
- 1980 — Бум / La Boum
- 1982 — Enigma
- 1982 — Бум 2 / La Boum 2
- 1983 — Au nom de tous les miens
- 1983 — Le Jeune Marié
- 1988 — Новий кінотеатр «Парадізо» / Nuovo Cinema Paradiso
- 1989 — 36:15 code Père Noël
- 1991 — Poslední motýl
- 1992 — Un vampire au paradis
- 1995 — Pour lamour de Thomas
- 1995 — Una bambina di troppo
- 2000 — Passage interdit
- 2003 — Toujours tout droit
- 2004 — L'homme en question
- 2006 — Grosse chaleur
- 2008 — La mort dans lile
- 2009 — Le mistere Josephine
- 2014 — Jusqu'au dernier